# Erik Nilsson
Erik Nilsson (6. august 1916 – 9. september 1995) var en svensk fodboldspiller, der som venstre back på Sveriges landshold var med til at vinde guld ved OL i 1948 og bronze ved VM i 1950. Han deltog også ved VM i 1938, og nåede i alt at spille 57 landskampe.
Nilsson spillede på klubplan hele sin karriere i hjemlandet hos Malmö FF. Her var han med til at vinde hele fem svenske mesterskaber og fem pokaltitler. Han blev i 1950 kåret til Årets fodboldspiller i Sverige. I alt spillede Nilsson 320 kampe for Malmö i perioden 1934-1953.
Erik Nilsson debuterede på landsholdet i bronzekampen ved VM i 1938 mod Brasilien, som svenskerne tabte 2-4. Ved OL 1948 spillede Nilsson alle kampe for Sverige, der vandt guld. Han spillede desuden alle fire kampe, som Sverige spillede ved OL 1952, hvor det blev til svensk bronze.
Ved VM i fodbold 1950 var Nilsson svenskernes anfører, og han spillede samtlige fem kampe i turneringen, hvor Sverige vandt bronzemedaljer. Han var anfører i 37 af sine 57 landskampe, der blev spillet i perioden 1938-1952.

## Titler
Allsvenskan
- 1944, 1949, 1950, 1951 og 1953

Svensk Pokalturnering
- 1944, 1946, 1947, 1951 og 1953